# سهل قري
سهل قري أحد سهول المنطقة الغربية للجزائر ويقع شمال ولاية غليزان وبالضبط غرب سيدي امحمد بن علي.

## تاريخ
في أول خبر عن ثورة بومعزة، تحركت حامية أورليانز فيل الشلف حاليا بقيادة العقيد سانت أرنو (بالفرنسية: Saint Arnaud). وفي 14 أبريل ، قابلت قوات بومعزة في الصبيحات. وكان الشريف قد وضع معسكره على مرتفع يمتد خلفه سهل قري ورتب فرسانه ومشاة القبائل ترتيبًا جيدًا، حيث كان سلاح الفرسان في أعلى التل والمشاة على طول جوانبه.
قام العقيد على الفور بترتيبات الهجوم وأرسل طلائع من الصبايحية وفر سلاح الفرسان التابع لبومعزة بعد أن أفرغوا بنادقهم ، وطاردهم مشاة بخفة في سهل قري، وفقدوا الكثير من الناس.
هذا الانكسار الأول لم يثبط عزيمة الشريف ولا يبدو أنه أضعفه حيث قال للعرب:
| سهل قري | أن الله أراد أن يمتحنهم أمرهم بتطهير أنفسهم بالصلاة ووعدهم بأن النصر لا يمكن أن يخذل القضية المقدسة. | سهل قري |

## أبحاث
- جيولوجيا البيئات الميوسينية: مثال على سهل قري و هوامشه (الظهرة، الجزائر) (بالفرنسية: Géologie des environnements miocènes: Exemple de la plaine du gri et ses marges (Dahra, Algérie))[3]